# Felix Kammerer
Felix Kammerer  né le 19 septembre 1995 est un acteur autrichien. Il est surtout connu pour son rôle dans l'adaptation en langue allemande de À l'Ouest, rien de nouveau, film sorti en 2022.

## Biographie

### Enfance et formation
Kammerer est né à Vienne, en Autriche de parents chanteurs à l'Opéra qui sont la mezzo-soprano Angelika Kirchschlager et le bariton Hans Peter Kammerer,. De 2013 à 2015, il fait partie du Jungen Ensemble Hörbiger. De 2015 à 2019, il étudie à l'Académie des arts dramatiques Ernst Busch à Berlin,.

### Carrière
Le travail scénique de Kammerer comprend des représentations au Théâtre Maxime-Gorki de Berlin et au Festival de Salzbourg avant de rejoindre l'ensemble au Burgtheater de Vienne, en Autriche, en 2019, pour lequel il aurait été choisi par la dramaturge Sabrina Zwach. En 2021, il apparait dans le docudrame Dürer diffusé sur Arte,.

En 2022, il a fait ses débuts sur grand écran en jouant le rôle de Paul Bäumer, le rôle principal de l'adaptation allemande d'Edward Berger du roman de 1928 d'Erich Maria Remarque À l'Ouest, rien de nouveau. Berger était en train de passer le casting pour le rôle de Bäumer lorsque Kammerer a été identifié par Sabrina Zwach, l'épouse du producteur du film, Malte Grunert. Ce dernier est tellement impressionné par la performance de Kammerer au Burgtheater qu'il lui offre une audition immédiate et recommande personnellement à Berger,. Berger décrit que lorsqu'il a vu le visage de Kammerer pour la première fois, il a été frappé par le fait qu'il « était déjà si vieux jeu et si classique, si pur et si innocent ». Ils ont continué à faire des castings pendant quatre à cinq mois et Berger déclare : 

« J'ai vu quelque 500 jeunes acteurs. Et nous avons invité Felix à revenir encore et encore. Et à chaque fois, il était de mieux en mieux, s'appropriant le rôle. A un moment, c'était clair, ça devait être lui. C'était une vraie découverte. »

La performance de Kammerer a été largement saluée par Maggie Lovitt pour Collider qui a déclaré : « Dans sa première performance à l'écran, Kammerer se révèle être un nouveau venu prometteur sur la scène mondiale. Paul Bäumer n'est pas un rôle facile à endosser ; la physicalité du rôle à elle seule pourrait écraser un interprète, et c'est sans compter la grande charge émotionnelle qu'il faut assumer pour représenter la honte, la dépravation et l'agonie de la guerre. Paul est le cœur du film, et Kammererer met son âme à nu sans effort devant le public, tandis que la guerre prend et prend et prend son personnage. » John Nugent de Empire (magazine) décrit sa performance comme « extrêmement percutante, même lorsqu'elle est recouverte de boue ». Danny Leigh, dans le Financial Times, le décrit comme un « nouveau venu remarquable », tandis que Kate Connolly, dans le The Guardian, décrit comment « Bäumer est tendrement et brillamment joué par le nouveau venu Felix Kammerer ». Justin Chang, pour IGN, déclare : « Kammerer est peut-être un nouveau venu, mais sa performance est nuancée et glaçante à parts égales. Bäumer n'est pas seulement dépassé par les événements - chaque moment de la vie sur le front le laisse désespérément essayer de reprendre son souffle. Kammerer capture chaque moment avec une profondeur angoissante qu'il porte sur sa manche tout au long du film. Cette performance vraiment incroyable met en lumière l'horreur d'un jeune soldat contraint d'affronter tous les cauchemars imaginables. Bäumer est sous l'objectif, alors que chaque moment l'éloigne un peu plus du jeune homme qu'il était. »

## Filmographie
- 2021 : Dürer (docudrame)[7]
- 2022 : À l'Ouest, rien de nouveau (Im Westen nichts Neues) d'Edward Berger : Paul Bäumer
- 2023 : Toute la lumière que nous ne pouvons voir : Schmidt
- 2024 : Eden de Ron Howard
- 2025 : Frankenstein de Guillermo del Toro

## Récompenses et nominations

### Théâtre
- Prix Nestroy (2022) : élu Meilleur acteur pour son rôle de Luke dans la pièce Mosquitoes

### Cinéma
- 76e British Academy of Film and Television Arts (2022) : nommé pour le prix de Meilleur acteur dans À l'Ouest, rien de nouveau[16]
- Deutscher Filmpreis 2023 : meilleur acteur pour À l'Ouest, rien de nouveau[17],[18]